# 苦惱 (醫學)
在醫學上，苦惱（英語：Distress），或譯惡性應激等，是指一種身心狀態，在這種狀態下，一個人無法完全適應壓力源（英語：Stressor）及其產生的壓力，並表現出適應不良的行為。 在存在各種現象時，它可能很明顯，例如不適當的社交互動（例如，攻擊性、被動性或退縮性）。
苦惱是良性應激（eustress）的反面，良性應激是一種激勵人們的積極壓力。